# Фальміровиці
Фальміровиці (пол. Falmirowice, нім. Fallmirowitz) — село в Польщі, у гміні Хжонстовиці Опольського повіту Опольського воєводства.
Населення — 414 осіб (2011).

## Демографія
Демографічна структура станом на 31 березня 2011 року:
|          | Загалом | Допрацездатний вік | Працездатний вік | Постпрацездатний вік |
| -------- | ------- | ------------------ | ---------------- | -------------------- |
| Чоловіки | 200     | 45                 | 129              | 26                   |
| Жінки    | 214     | 30                 | 144              | 40                   |
| Разом    | 414     | 75                 | 273              | 66                   |